# 帕那辛納克體育場
帕那辛納克體育場(羅馬化：Panathinaïkó Stádio, [panaθinaiˈko sˈtaðio])，又稱為Kallimarmaro（希臘語：Καλλιμάρμαρο，意思是漂亮的大理石），中文亦譯泛雅典運動場，是一座位於希臘雅典的馬蹄型體育場，亦是世界上唯一一座全部利用大理石興建的大型體育場。它在古希臘時期主要用來舉辦紀念雅典娜女神的泛雅典運動會，直到1896年為了舉行第一屆現代奧林匹克運動會而進行重建。
2004年，第二十八屆夏季奧林匹克運動會再一次於希臘雅典舉行，帕那辛納克體育場成為馬拉松比賽的終點及射箭比賽的比賽場地。